# Marshallöarna
Marshallöarna, formellt Republiken Marshallöarna, är en republik i Mikronesien i norra Stilla havet. Landet består av 31 atoller, varav fem större, och 1 152 öar i två ögrupper.
Öarna koloniserades omkring år 2000 f.Kr. 1529 hittade spanska sjöfarare dit. Sitt namn har de fått av den brittiske upptäcktsresanden John Marshall, som anlände till öarna 1788. Från 1874 stod de under i tur och ordning spansk, tysk, japansk och amerikansk förvaltning. Den 1 maj 1979 blev Marshallöarna en autonom republik och ett avtal om fri sammanslutning med USA, Compact of Free Association, trädde i kraft den 21 oktober 1986. Under åren efter andra världskriget, 1946–1958, genomförde USA en rad kärnvapenprov på korallatollerna Bikini och Enewatak.
Öarnas yta består av korallkalk och sand. Två ögrupper sträcker sig i parallella kedjor från nordöst till sydväst, varav den östligaste belägna kedjan utgör en förlängning av Gilbertöarna, som hör till Kiribati. Samtliga huvudöar som har bildats av korallrev som vuxit upp längs randen av sjunkna vulkaner ligger samlade kring en stor lagun. Öarna, som ofta drabbas av orkaner och flodvågor, ligger inom norra passadvindsbältet. Ingen punkt ligger högre än 10 meter över havet. I juni 1994 sköljde en flodvåg över ögruppens huvudstad, som ligger på Majuroatollen.

## Historia
Den spanske upptäcktsresanden Alonso de Salazar var 1526 den förste europén att besöka Marshallöarna. Ytterst lite om förhållandena på öarna före denna tid är känt, men känt är i alla fall att mikronesier bebott öarna sedan 1000-talet f.Kr. Européernas intresse för ögruppen var litet en lång period efter de Salazars besök men 1788 besöktes öarna av den brittiske kaptenen John Marshall, efter vilken ögruppen senare blivit uppkallad. Ett tyskt handelskompani etablerades på öarna 1885 varefter de blev en tysk besittning.

### Kulturhistoria
Det traditionella samhället var ett klassamhälle, med hövdingar, adel och det arbetande folket. Man tillämpade naturahushållning med odling och fiske och var beroende på lokala förutsättningar, såsom klimat och topografi på atollen och i det omgivande havet.
En större grupp atoller hade en överhövding. Mindre atoller och öar hade hövdingar, som betalade tribut till överhövdingen. Folket betalade tribut (skatt) till hövdingarna. Folket bodde i släktgrupper på upp till 30 personer och styrdes av gruppens ålderman. Man tillämpade matrilinjär härstamning och männen arbetade på hustruns land eller fiskevatten. Varje släktgrupp hörde till en viss sektor av en atoll eller en ö och hade således tillgång till både land och vatten.
Det finns inga vulkaner på Marshallöarna, men ändå är försörjningsmöjligheterna varierande beroende av nederbörd, och atollernas storlek. Detta påverkar både odlingsbetingelser och fisket. Öarna i norr har betydligt mindre nederbörd och där trivs inte det begärliga brödfruktträdet. Ibland inträffar svåra tyfoner och tsunamis. Då kan träd och odlingar förstöras totalt och det kan ta tiotals år innan produktionen av livsmedel åter byggs upp. Därför tillämpas mycket byteshandel och drabbade öar får hjälp.

#### Sjöfart

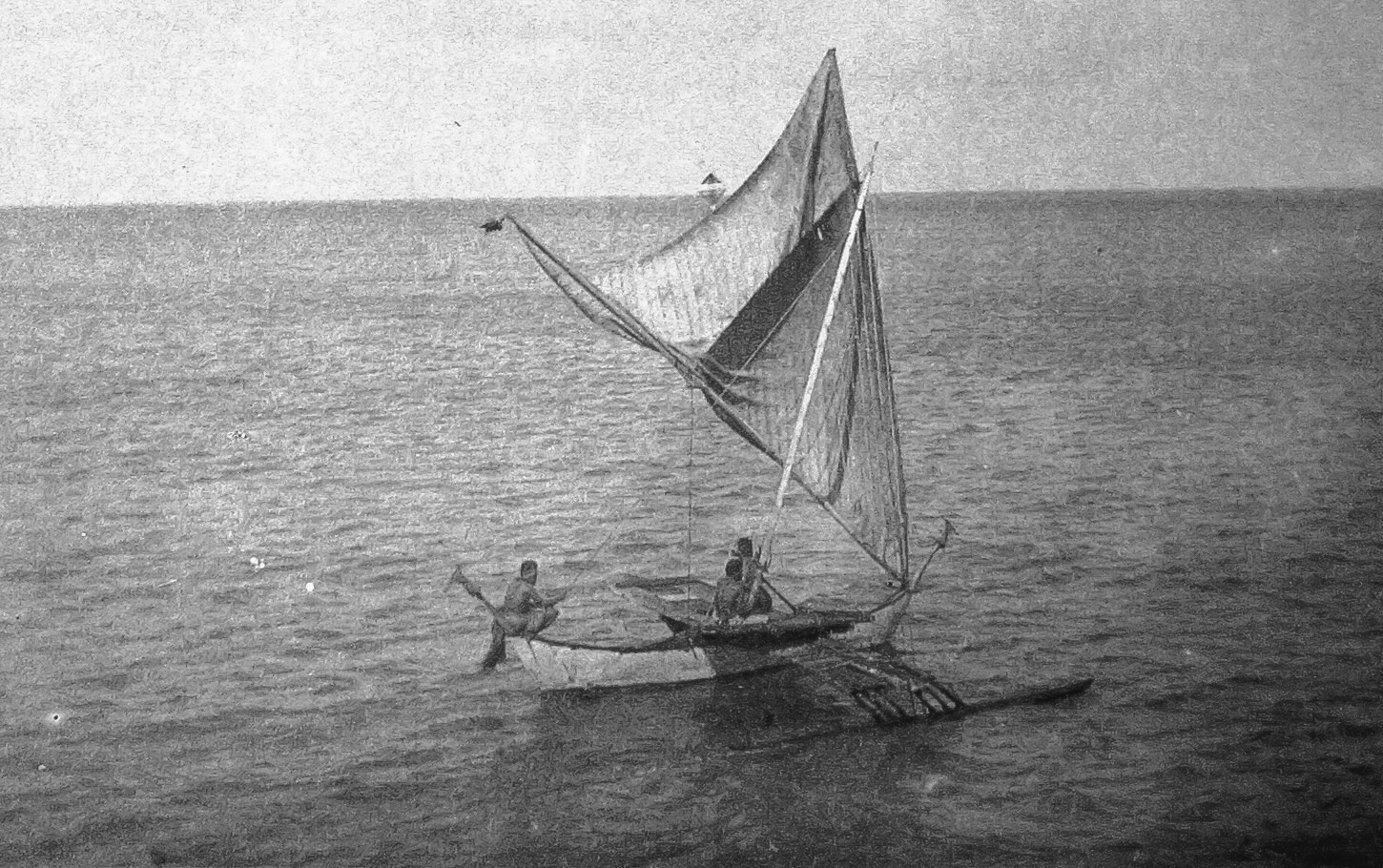
Sailing Canoe brailed on starboard tack, Jaliut Lagoon, Marshall Islands (1899-1900)

Öbefolkningen har kunnat överleva i flera tusen år genom att utveckla båtbyggeriet och navigationskonsten. När de första européerna besökte öarna på 1500-talet förvånades de av kanoternas design med en eller två utriggare. Segelkanoterna från Marsallöarna var de bästa och snabbaste i hela Stilla Havet. De största var 20 meter långa och kunde ta ombord 50 personer. En kanot eller proa, som de kallas, bestod av fyra delar; stävar, bordläggning, utriggare och mast.

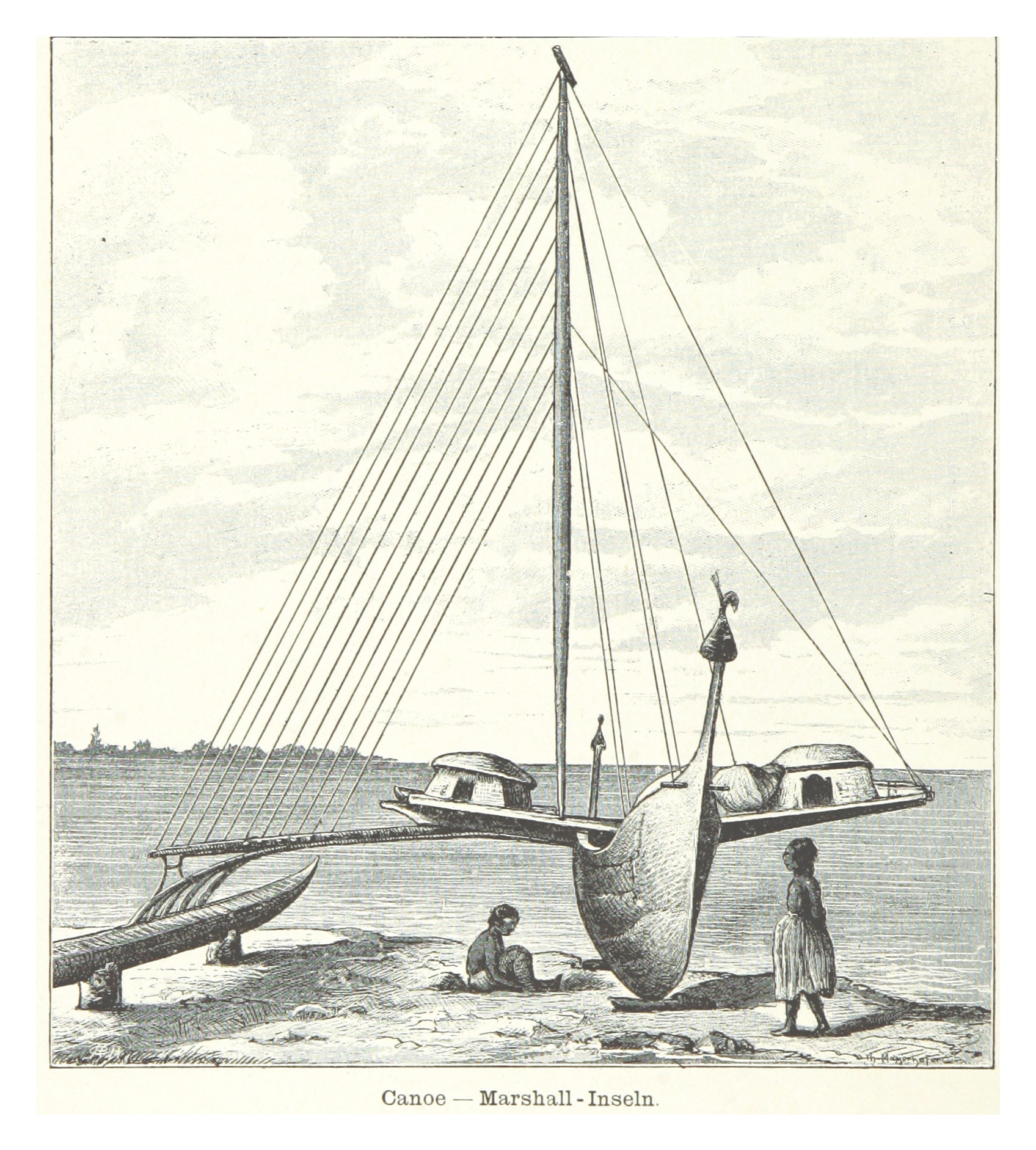
HH1883 pg102 Canoe Marshall Inseln

 Bordläggningen knöts ihop med rep av kokosfibrer och skrovet blev därigenom mer flexibelt i sjön. Skrovet läckte en del, men att ösa ut vatten ingick i seglingstekniken. Utriggaren fördes alltid i lovart och ju mer det blåste desto fler besättningsmän fick gå ut på plattformen som motvikt. Stävarna var likformiga och vid vändning under kryss blev förstäven en akterstäv, styråran fick då byta plats. Det V-formade skrovet var osymmetriskt för att motverka utriggarens bromsande effekt.
När det stormade togs segel och mast ner och besättningen väntade ut stormen medan kanoten drev vind för våg.
Navigering
Forskare har studerat hur Söderhavets gamla mästernavigatörer kunde hitta fram mellan små och låga atollöar. De använde varken klocka, kompass, logg eller astrolabium. Kunskaper i navigation fördes vidare från generation till generation via muntlig tradition. Man navigerade efter himlakropparna, havsdyningen, vindar, molnformationer, doften av fjärran öar och fåglars flykt.

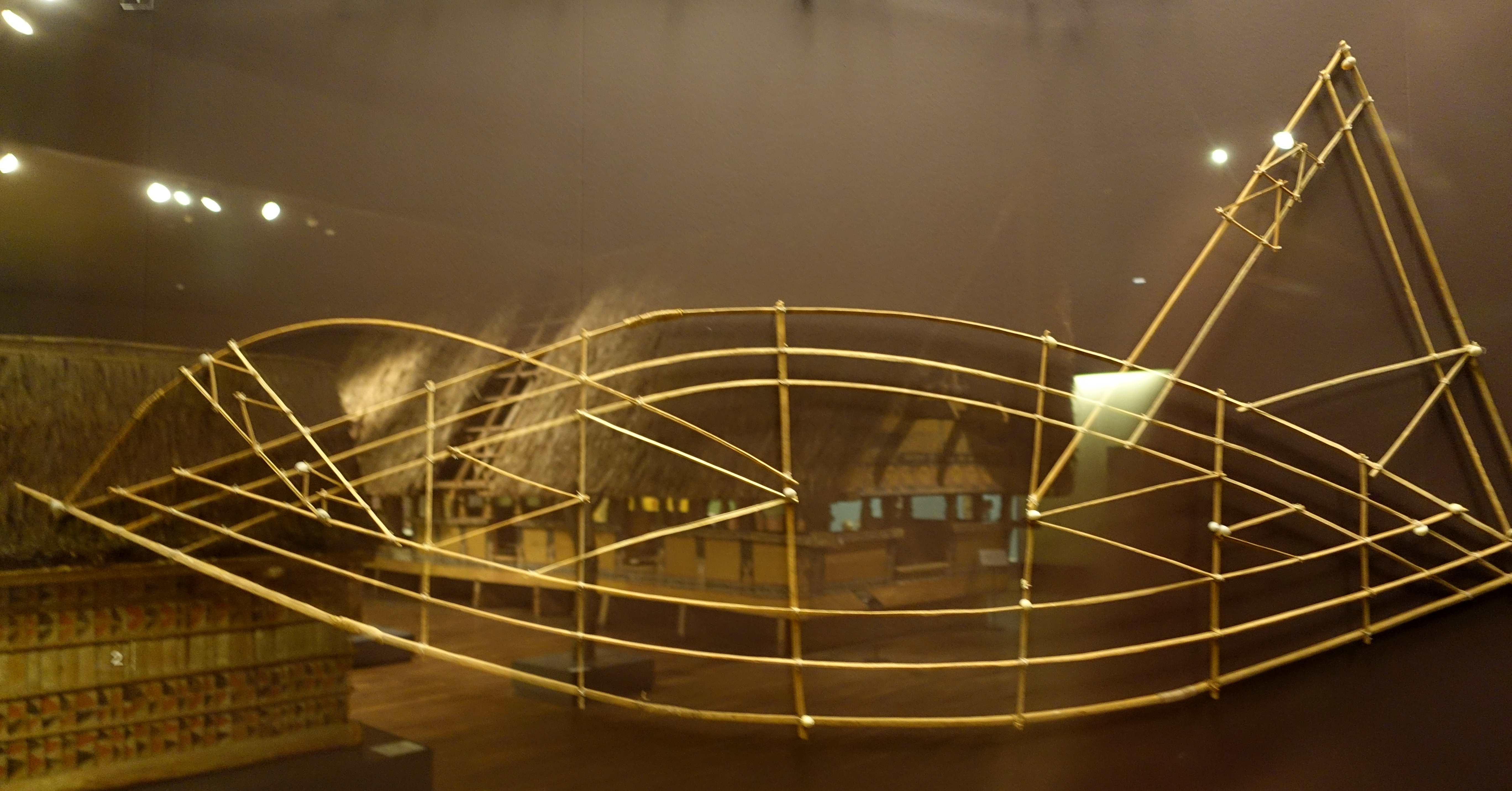
Stick chart, Marshall Islands, 1898 - Südseeabteilung - Ethnological Museum, Berlin - DSC00979

Marshalleserna var mästare i navigeringskonsten. De seglade oftast utmed ökedjorna Ralik och Ratak. Observation av himlakroppar är ett bra hjälpmedel om man seglar parallellt med ekvatorn. I stället studerade de dyningar som rullade fram i olika mönster. Dyningar drivs av passadvinden som blåser från nordost och påverkas av havsdjupet och ändrar riktning och frekvens runt atoller och öar. Farkosten rör sig därför olika beroende på vilken dyning som råder. De iakttog också molnformationer och fåglars flykt vid olika atoller och årstider. Havets färg gav information om djup. Bruset från bränningar och lukt från olika öar varierar också beroende vad som odlas. Sjöfararna gjorde också sina egna sjökort. De bestod av pinnar som bands ihop med kokosfibersnören. Snäckskal utvisade öar och de böjda pinnarna bildade mönster som återgav dyningarnas mönster vid olika årstider och platser. En mästerlots kunde tolka dessa variabler i hela Marshallesiska arkipelagen som är tre till fyra gånger så stor som Östersjön.

### 1900-talet
År 1906 blev ögruppen officiellt en del av den tyska kolonin Tyska Nya Guinea. Under första världskriget erövrades öarna 1914 av Japan. Efter första världskriget administrerades de sedan av Japan som ett NF-mandat i det Japanska Stillahavsmandatet.
Under andra världskriget utkämpades strider mellan japaner och amerikaner på ön Kwajalein. Amerikanerna lyckades ockupera öarna 1944 genom slaget om Gilbert- och Marshallöarna, och efter andra världskrigets slut blev de en del av ett amerikanskt territorium i det så kallade Förenta nationernas förvaltarskapsområde i Stilla havet.
År 1964 upprättade USA en militärbas och ett provområde för robotar på ovan nämnda Kwajalein.
Landet erhöll självstyre 1979 och blev en självständig stat 1986, efter att ha styrts av USA i över 40 år. Amata Kabua blev president under självstyret 1979 och även landets förste president vid självständigheten 1986. Marshallöarna gör anspråk på ön Wake, som tillhör USA.

### Amerikanska kärnvapenprov

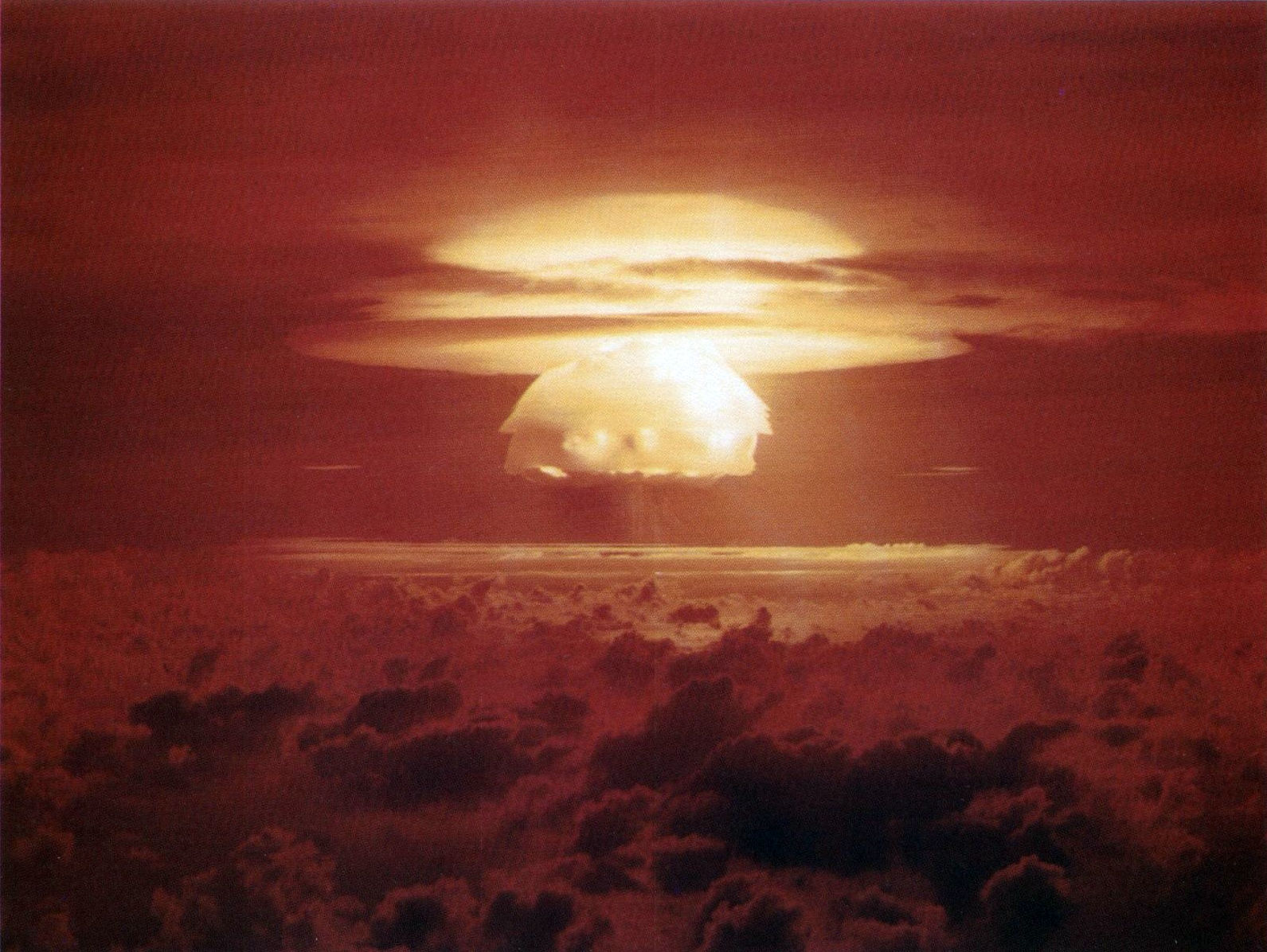
Svampmoln från det största atmosfäriska kärnvapenprov som USA någonsin genomfört, Castle Bravo.

Sommaren 1946 släppte USA världens fjärde och femte atombomb över Bikiniatollen. De testades på en flotta bestående av 95 utrangerade slagskepp, kryssare, jagare och ubåtar och ett hangarfartyg, alla ankrade i Bikiniatollens lagun i norra delen av Marshallöarna. 43 000 människor bevittnade den historiska händelsen. Hela skeendet har beskrivits av den amerikanske advokaten Jonathan Weisgall i boken Operation Crossroads. Weisgall representerade Bikiniborna i en process mot den amerikanska staten. Innan Operation Crossroads påbörjades hade USA:s regering övertalat 1 670 bikinier att deras ö och lagun behövdes för mänsklighetens bästa, och de flyttades tillfälligt till en annan närbelägen atoll, Rongerik, med löfte om att snart få återvända till Bikini.
Det blev början på en tragisk historia där bikinier blev atomnomader. Det var snart uppenbart att de inte kunde stanna på Rongerik, som redan var överbefolkat.
År 1954 sprängde USA en 15-megatons vätebomb, Castle Bravo, 1 200 gånger starkare än Hiroshimabomben Little Boy. Bomben släpptes över Bikinilagunen, och dess intensiva värme omvandlade öarna Bokonijien, Aerokojlol och Nam till glas. 
År 1969 förklarade USA att Bikini var sanerat och säkert, och bikinierna flyttade tillbaka. Men tio år senare insåg USA att Bikini inte alls var rent. Invånarna hade fått i sig den största dos plutonium som någonsin uppmätts i någon befolkningsgrupp och atomnomaderna flyttades än en gång. Många bikinier blev allvarligt sjuka, och när ingen kompensation erbjöds från USA valde de att stämma USA, med Weisgall som sin advokat.
Befolkningen har de senaste åren rest ersättningskrav för de avsevärda skador som har åsamkats dem. Röjningsarbetet efter provsprängningarna i Bikiniatollens strålningssmittade lagun pågår fortfarande.

## Geografi

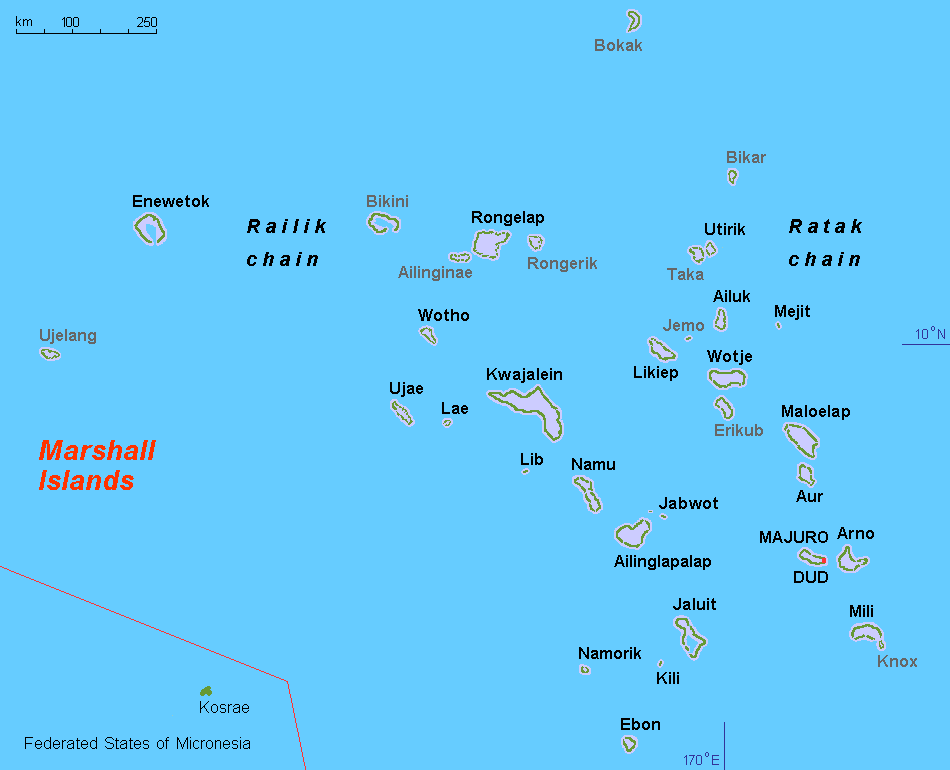
Marshallöarna.

Landet består av ca 1 152 öar fördelade över 31 atoller i två ögrupper. Landarealen är ca 181 km² medan landet täcker en sammanlagd yta på ca 1 900 000 km². Huvudöns geografiska koordinater är 07°05′44″N 171°22′41″Ö / 7.09556°N 171.37806°Ö
Ögrupperna, som löper nästan parallellt med varandra, heter
- Raliköarna, den västra gruppen med cirka 18 atoller och öar
- Rataköarna, den östra gruppen med cirka 16 atoller och öar

### Klimat
Klimatet är varmt och fuktigt. Regntiden varar från maj till november. Öarna ligger på gränsen till ett område där det förekommer tyfoner och med ojämna mellanrum drabbar en sådan landet.[källa behövs]

### Naturskydd och miljöproblem
År 2011 inrättade Marshallöarna världens största skyddsområde för haj, ett område som på nära 2 000 000 kvadratkilometer. Inom detta område är allt kommersiellt hajfiske förbjudet och bifångster måste återföras till havet. Likaså blir all handel med produkter från haj förbjudet i republiken.
Marshallöarnas miljöproblem är brist på rent dricksvatten och att vissa laguner är förorenade av hushållssopor och avfall från fiskefartyg. Marshallöarna har skrivit under, men inte ratificierat Kyoto-protokollet.[källa behövs]

## Styre och politik

### Författning och styre
Enligt konstitutionen från 1979 är Marshallöarna en parlamentarisk demokratisk republik. Genom ett avtal om fri association med USA, ingånget 1986 och förnyat 2004, erkänns landet som en självständig stat samtidigt som riktlinjer för dess utrikespolitik fastställs. Den lagstiftande makten utövas av en församling kallad Nitijela, som väljs genom allmänna val vart fjärde år. Nitijela består av 33 ledamöter, som kallas senatorer. Församlingen utser presidenten, som både är statschef och regeringschef, bland sina egna medlemmar för en mandatperiod på fyra år. Presidenten utser därefter de övriga ministrarna från församlingen. Församlingen får råd från ett överhövdingeråd med 12 medlemmar.

#### Presidenter
- Amata Kabua, 1979–1996
- Kunio Lemari, 1996–1997
- Imata Kabua, 1997–2000
- Kessai Note, 2000–2012
- Christopher J. Loeak, 2012–2016 (besökte Sverige 2015)
- Casten Neura, 2016–2016 (satt bara en vecka)
- Hilda Heine, 2016–2020
- David Kabua, 2020-

### Administrativ indelning
Parlamentet "Nitijela" har sitt säte i Delap-Uliga-Darrit  på Majuro.
Atoller och öar ligger i två kedjor Ralik och Ratak och går i stort sett från NNV till SSO. De är indelade i 33 "municipalities" (kommuner, distrikt):
Ralik-kedjan
- Ujelang, atoll, obebodd
- Enewetak, atoll
- Bikiniatollen, atoll, obebodd
- Ailinginae, atoll, obebodd
- Rongelap, atoll
- Rongerik, atoll, obebodd
- Wotho, atoll
- Ujae, atoll
- Lae, atoll
- Kwajalein, atoll
- Lib, ö
- Namu, atoll
- Ailinglapalap, atoll
- Jabwot, ö
- Jaluit, atoll
- Namori, atoll, obebodd
- Kili, ö
- Ebon, atoll

Ratak-kedjan
- Bokak, atoll, obebodd
- Bikar, atoll, obebodd
- Utirik, atoll
- Taka, atoll, obebodd
- Ailuk, atoll
- Mejit, ö
- Liklep, atoll
- Jemo, ö, obebodd
- Wotje, atoll
- Erikub, atoll, obebodd
- Maloelap, atoll
- Aur, atoll
- Majuro, atoll, huvudstad
- Arno, atoll
- Mili, atoll
- Knox, atoll

## Ekonomi och infrastruktur

### Näringsliv
På de vitt spridda atollerna finns en ekonomisk struktur som är typisk för stillahavsområdet, det vill säga självhushållning. De viktigaste näringsgrenarna är jordbruk och fiske. Konsthantverk, fiskkonserver och produktion av kopra bildar landets industriella ryggrad. De främsta exportvarorna utgörs av tonfisk, kopra och produkter framställda av kokosnötsolja.

#### Jord- och skogsbruk, fiske
Jordbruk, fiske och tillverkning sysselsätter omkring nio procent av befolkningen och bidrar med cirka 17 procent av landets BNP. Jordbruket är begränsat på grund av brist på bördig odlingsmark. Kokosnötter är den viktigaste jordbruksprodukten och spelar en central roll både för hushållens försörjning och som en av få exportvaror, oftast i form av kopra (torkat kokoskött). Andra grödor som odlas inkluderar brödfrukt, taro, bananer, papaya, tomater och pandanus. Det förekommer även viss uppfödning av grisar och fjäderfä, men endast i liten skala och inte kommersiellt.
I havsområdena bedrivs kommersiellt fiske av tonfisk, vilket främst utförs av utländska aktörer. Dessutom sker småskaligt fiske av lagunfisk för lokala marknader. En betydande del av landets inkomster kommer från försäljning av fiskelicenser till utländska fiskeflottor.

#### Energi och råvaror
99 % av elektriciteten produceras av fossila bränslen, såsom olja. 1 % är solenergi.
Marshallöarnas naturtillgångar består främst av kokosnötter, marina tillgångar och mineraler på havsbottnen.[källa behövs]

#### Industri
Industrin är underutvecklad och begränsas till produktion av kokosnötsprodukter som kopra och kokosolja, samt byggmaterial och viss tillverkning av konserverad fisk. Det finns även en mindre hantverksproduktion. Även om dessa sektorer har liten påverkan på den nationella ekonomin, spelar de en avgörande roll för hushållens försörjning.

#### Tjänster och turism
Förutom militärbasen på Kwajalein är tjänstesektorn den viktigaste delen inom den privata sektorn. Mycket av denna sektor är kopplad till de två stora hotellen på Majuro samt olika butiksverksamheter. Turismen är i stort sett obefintlig, med färre än 5 000 besökare per år, varav ungefär hälften är affärsresenärer.

### Handel
Värdet av importen är elva gånger så högt som exportvärdet, eftersom allt bränsle till energiförsörjningen måste importeras. Generellt är landet mycket beroende av ekonomiskt bistånd från USA – i gengäld har man överlåtit Kwajaleinatollen till USA, som där har en bas för test av robotar.
Marshallöarnas import är mycket större än exporten, vilket gör landet beroende av ekonomisk hjälp från andra länder.

### Infrastruktur

#### Transporter
Fartygen i Marshallöarnas skeppsregister seglar under bekvämlighetsflagg, vilket gör att 5 400 fartyg finns i detta register (2024), men ingen på Marshallöarna äger något fartyg.

## Befolkning

### Demografi
Marshallöarna har upplevt en snabb befolkningstillväxt, där antalet invånare har fördubblats under de senaste två decennierna. Omkring två tredjedelar av befolkningen bor på atollerna Majuro och Kwajalein. En del av invånarna påverkas fortfarande av konsekvenserna från kärnvapenprovsprängningarna på Bikini och Enewetak, vilka bland annat ledde till radioaktivt nedfall över närliggande atoller.

### Språk
Huvudspråket är marshallesiska, ett mikronesiskt språk inom den austronesiska språkfamiljen, som delar officiell status med engelska.

### Religion
Mer än 60 procent av befolkningen är medlemmar i den kongregationalistiska kyrkan United Church of Christ, som introducerades på Marshallöarna av hawaiianska missionärer omkring år 1860. Kyrkan har från början utvecklat en lokal prägel, där dess struktur anpassades efter de traditionella hövdingedömena, men med diakoner som tog rollen som ledare. Kyrkans spridning bidrog också till att skapa fred i regionen. Den matrilinjära samhällsstrukturen ger kvinnor en framträdande roll, vilket också speglas i kyrkan, där de aktivt deltar och påverkar dess arbete. Mindre grupper tillhör den romersk-katolska kyrkan, som etablerades på öarna 1889, samt mormonkyrkan. Ungefär 25 procent av befolkningen identifierade sig i mitten som icke-religiösa.

## Kultur

### Traditioner

#### Matkultur
Det marshallesiska köket präglas av landets tillgångar, med fisk och skaldjur som basföda. Färsk tonfisk, krabba och hummer är särskilt omtyckta.
Kokosnötter, som odlas i stor utsträckning, används flitigt i lokala rätter. Exempelvis kombineras skivad brödfrukt med kokosnötsås i rätten mã, medan pumpa tillagad med kokosmjölk kallas Bañke kalel. Dessutom blandas mosade bananer med riven kokosnöt för att skapa jukjuk.